# The Beautiful South
The Beautiful South war eine britische Pop-Band, die Ende der 1980er Jahre gegründet wurde und zahlreiche Erfolge in den Hitparaden verzeichnen konnte.

## Geschichte
The Beautiful South gingen Ende 1988 aus der Band The Housemartins hervor. Sänger waren Paul Heaton und Housemartins-Schlagzeuger David Hemingway. Schlagzeuger wurde Dave Stead. Weitere Mitglieder waren Sean Welch (Bass), David Rotheray (Gitarre) und ab 1990 Briana Corrigan als zusätzliche Sängerin (letztere hatte bereits zuvor als Backgroundsängerin mitgewirkt).
Der Name „The Beautiful South“ ist ebenfalls auf die Housemartins zurückzuführen:

“The name The Beautiful South was chosen because as The Housemartins we had become real Wurzels of Hull, professional Northeners. Even if you don’t act like that, that’s still how you come across to a lot of people. Although it gives you some ground initially, in the end people don’t take you seriously – you’re not taken seriously because you’re from Hull.”

„Der Name The Beautiful South wurde gewählt, weil wir als The Housemartins richtige Urgesteine von Hull geworden waren, professionelle Nordlichter. Selbst wenn du dich gar nicht dergestalt aufführst, wirkst du auf eine Menge Leute dennoch so. Obwohl dir das anfangs eine gewisse Erdung gibt, nehmen dich die Leute letztlich nicht mehr ernst – du wirst nicht ernstgenommen, weil du aus Hull bist.“

Ihren ersten Hit landete die Gruppe im Mai 1989 mit der Single Song for Whoever aus dem Debütalbum Welcome to the Beautiful South. Im Oktober 1990 hatten sie mit A Little Time ihren einzigen Nummer-1-Hit. 1991 gewann die Band für die Single den Brit Award in der Kategorie „Bestes britisches Video“.
Anfang 1994 stieg Briana Corrigan aus. Neben dem Versuch eine Solokarriere zu starten gilt das Stück 36D als Grund. Corrigan war mit dem Text, der von leichtbekleideten Models und der Industrie, die diese bezahlt, handelt, nicht einverstanden.
Ersetzt wurde sie durch Jacqui Abbott, die erstmals auf dem im April 1994 veröffentlichten Album Miaow zu hören ist. Im November 1994 folgte die Hitsammlung Carry On up the Charts und im Oktober 1996 das Album Blue Is the Colour, die beide Platz 1 erreichten. Letzteres enthielt mit Don’t Marry Her eine Hitsingle, die aufgrund der Textzeile „Don’t marry her, fuck me“ zunächst von manchen Radiostationen boykottiert wurde und später im Radio mit dem abgeänderten Text „Don’t marry her, have me“ lief.
Nach dem weiteren Top-Album Quench von 1998 nahm sich der inzwischen alkoholkranke Paul Heaton eine Auszeit und verbrachte einige Zeit auf Sardinien. Dort entstanden einige Teile des Albums Painting It Red, das im Oktober 2000 erschien.
The Beautiful South legten nun eine Pause ein, in deren Verlauf Abbott die Gruppe verließ und durch Alison Wheeler ersetzt wurde. Sie ist erstmals zu hören auf dem im Oktober 2003 veröffentlichten Album Gaze, das nicht mehr ganz die Höhen früherer Charterfolge erreichte.
Im Oktober 2004 folgte mit Golddiggas, Headnodders and Pholk Songs ein Album mit Coverversionen bekannter Stücke. Die Gruppe erlaubte sich einen Scherz mit dem Stück This Old Skin, das angeblich ein Lied der Gruppe „The Heppelbaums“ sein soll, tatsächlich aber eine Heaton/Rotheray-Komposition ist.
Am 8. Mai 2006 erschien die Single Manchester, eine Woche später das dazugehörige Album Superbi.
Die Gruppe veröffentlichte am 31. Januar 2007 eine Stellungnahme, in der sie ihre Auflösung bekanntgab. Sie bedankte sich bei ihren Fans für „19 wunderbare Jahre Musik“ und nannte – wohl in ironischer Variation der in solchen Fällen oft genutzten Begründung „musikalische Differenzen“ – als Grund „musikalische Ähnlichkeiten“.

## Stil
Die Musik der Gruppe – für die hauptsächlich das Komponistenteam Heaton und Rotheray verantwortlich war – zeichnete sich durch anspruchsvolle Texte, abwechslungsreiche Arrangements und die markante Stimme des Lead-Sängers Paul Heaton aus.

## The New Beautiful South
Unter dem neuen Namen „The New Beautiful South“ wird die Gruppe seit Januar 2009 weitergeführt. Die Besetzung besteht aus Dave Hemingway (Gesang), Alison Wheeler (Gesang), David Stead (Schlagzeug), Damon Butcher (Keyboard), Phil Barton (Gitarre), Karl Brown (Perkussion), Steve Nutter (Bass) sowie Gaz Birtles und Tony Robinson (Bläser).
2010 wurde der Name in „The South“ geändert.

## Diskografie

### Studioalben
| Jahr | Titel                                   | Höchstplatzierung, Gesamtwochen, AuszeichnungChartplatzierungen (Jahr, Titel, Platzierungen, Wochen, Auszeichnungen, Anmerkungen) | Höchstplatzierung, Gesamtwochen, AuszeichnungChartplatzierungen (Jahr, Titel, Platzierungen, Wochen, Auszeichnungen, Anmerkungen) | Höchstplatzierung, Gesamtwochen, AuszeichnungChartplatzierungen (Jahr, Titel, Platzierungen, Wochen, Auszeichnungen, Anmerkungen) | Anmerkungen                            |
| Jahr | Titel                                   | DE | CH | UK | Anmerkungen                            |
| ---- | --------------------------------------- | --- | --- | --- | -------------------------------------- |
| 1989 | Welcome to the Beautiful South          | DE16 (27 Wo.)DE | — | UK2 Platin · (26 Wo.)UK | Erstveröffentlichung: 23. Oktober 1989 |
| 1990 | Choke                                   | DE30 (18 Wo.)DE | — | UK2 Platin · (22 Wo.)UK | Erstveröffentlichung: 29. Oktober 1990 |
| 1992 | 0898                                    | DE40 (10 Wo.)DE | — | UK4 Gold · (17 Wo.)UK | Erstveröffentlichung: 30. März 1992    |
| 1994 | Miaow                                   | DE70 (6 Wo.)DE | — | UK6 Gold · (24 Wo.)UK | Erstveröffentlichung: 28. März 1994    |
| 1996 | Blue Is the Colour                      | — | — | UK1 ×5Fünffachplatin · (50 Wo.)UK                                                                                                 | Erstveröffentlichung: 21. Oktober 1996 |
| 1998 | Quench                                  | DE26 (18 Wo.)DE | CH28 (3 Wo.)CH | UK1 ×3Dreifachplatin · (42 Wo.)UK                                                                                                 | Erstveröffentlichung: 12. Oktober 1998 |
| 2000 | Painting It Red                         | DE37 (4 Wo.)DE | — | UK2 Gold · (11 Wo.)UK | Erstveröffentlichung: 9. Oktober 2000  |
| 2003 | Gaze                                    | — | — | UK14 Silber · (4 Wo.)UK | Erstveröffentlichung: 27. Oktober 2003 |
| 2004 | Golddiggas, Headnodders and Pholk Songs | — | — | UK11 Gold · (9 Wo.)UK | Erstveröffentlichung: 25. Oktober 2004 |
| 2006 | Superbi                                 | — | — | UK6 Silber · (5 Wo.)UK | Erstveröffentlichung: 15. Mai 2006     |

### Kompilationen
| Jahr | Titel                                                    | Höchstplatzierung, Gesamtwochen, AuszeichnungChartplatzierungen (Jahr, Titel, Platzierungen, Wochen, Auszeichnungen, Anmerkungen) | Höchstplatzierung, Gesamtwochen, AuszeichnungChartplatzierungen (Jahr, Titel, Platzierungen, Wochen, Auszeichnungen, Anmerkungen) | Anmerkungen                                              |
| Jahr | Titel                                                    | DE | UK | Anmerkungen                                              |
| ---- | -------------------------------------------------------- | --- | --- | -------------------------------------------------------- |
| 1994 | Carry On up the Charts – The Best of the Beautiful South | DE53 (8 Wo.)DE | UK1 ×6Sechsfachplatin · (136 Wo.)UK                                                                                               | Erstveröffentlichung: 7. November 1994                   |
| 2001 | Solid Bronze – Great Hits                                | DE77 (1 Wo.)DE | UK10 ×2Doppelplatin · (23 Wo.)UK                                                                                                  | Erstveröffentlichung: 11. November 2001                  |
| 2006 | Gold                                                     | — | UK— SilberUK | Erstveröffentlichung: 10. März 2006                      |
| 2007 | Soup                                                     | — | UK15 ×2Doppelplatin · (24 Wo.)UK                                                                                                  | Erstveröffentlichung: November 2007 mit The Housemartins |

### Singles
| Jahr | Titel Album                                                                 | Höchstplatzierung, Gesamtwochen, AuszeichnungChartplatzierungen (Jahr, Titel, Album, Platzierungen, Wochen, Auszeichnungen, Anmerkungen) | Höchstplatzierung, Gesamtwochen, AuszeichnungChartplatzierungen (Jahr, Titel, Album, Platzierungen, Wochen, Auszeichnungen, Anmerkungen) | Höchstplatzierung, Gesamtwochen, AuszeichnungChartplatzierungen (Jahr, Titel, Album, Platzierungen, Wochen, Auszeichnungen, Anmerkungen) | Höchstplatzierung, Gesamtwochen, AuszeichnungChartplatzierungen (Jahr, Titel, Album, Platzierungen, Wochen, Auszeichnungen, Anmerkungen) | Anmerkungen                              |
| Jahr | Titel Album                                                                 | DE | AT | CH | UK | Anmerkungen                              |
| ---- | --------------------------------------------------------------------------- | --- | --- | --- | --- | ---------------------------------------- |
| 1989 | Song for Whoever Welcome to the Beautiful South                             | DE21 (19 Wo.)DE | AT30 (1 Wo.)AT | — | UK2 Gold · (11 Wo.)UK | Erstveröffentlichung: 1. Juni 1989       |
| 1989 | You Keep It All In Welcome to the Beautiful South                           | DE37 (19 Wo.)DE | — | — | UK8 Silber · (8 Wo.)UK | Erstveröffentlichung: 11. September 1989 |
| 1989 | I’ll Sail This Ship Alone Welcome to the Beautiful South                    | DE74 (6 Wo.)DE | — | — | UK31 (8 Wo.)UK | Erstveröffentlichung: 20. November 1989  |
| 1990 | A Little Time Choke                                                         | DE47 (16 Wo.)DE | AT20 (8 Wo.)AT | — | UK1 Platin · (14 Wo.)UK | Erstveröffentlichung: 24. September 1990 |
| 1990 | My Book Choke                                                               | — | — | — | UK43 (6 Wo.)UK | Erstveröffentlichung: November 1990      |
| 1991 | Let Love Speak Up Itself Choke                                              | — | — | — | UK51 (3 Wo.)UK | Erstveröffentlichung: 1991               |
| 1991 | Old Red Eyes Is Back 0898                                                   | DE51 (11 Wo.)DE | — | — | UK22 (6 Wo.)UK | Erstveröffentlichung: 30. Dezember 1991  |
| 1992 | We Are Each Other 0898                                                      | DE81 (2 Wo.)DE | — | — | UK30 (3 Wo.)UK | Erstveröffentlichung: 2. März 1992       |
| 1992 | Bell Bottomed Tear 0898                                                     | — | — | — | UK16 (5 Wo.)UK | Erstveröffentlichung: 1. Juni 1992       |
| 1992 | 36D 0898                                                                    | — | — | — | UK46 (2 Wo.)UK | Erstveröffentlichung: 14. September 1992 |
| 1994 | Good As Gold Miaow                                                          | DE54 (11 Wo.)DE | — | — | UK23 (6 Wo.)UK | Erstveröffentlichung: Februar 1994       |
| 1994 | Everybody’s Talkin’ Miaow                                                   | — | — | — | UK12 Silber · (8 Wo.)UK | Erstveröffentlichung: 23. Mai 1994       |
| 1994 | Prettiest Eyes Miaow                                                        | — | — | — | UK37 (3 Wo.)UK | Erstveröffentlichung: 22. August 1994    |
| 1994 | One Last Love Song Carry On up the Charts – The Best of The Beautiful South | — | — | — | UK14 (9 Wo.)UK | Erstveröffentlichung: 31. Oktober 1994   |
| 1994 | Dream a Little Dream of Me French Kiss (Soundtrack)                         | — | — | CH29 (6 Wo.)CH | — | Erstveröffentlichung: 1994               |
| 1995 | Pretenders to the Throne –                                                  | — | — | — | UK18 (8 Wo.)UK | Erstveröffentlichung: 1995               |
| 1996 | Rotterdam (Or Anywhere) Blue Is the Colour                                  | DE72 (9 Wo.)DE | — | — | UK5 Gold · (9 Wo.)UK | Erstveröffentlichung: 30. Juni 1996      |
| 1996 | Don’t Marry Her Blue Is the Colour                                          | DE89 (6 Wo.)DE | — | — | UK8 Platin · (11 Wo.)UK | Erstveröffentlichung: 2. Dezember 1996   |
| 1997 | Blackbird on the Wire Blue Is the Colour                                    | — | — | — | UK23 (9 Wo.)UK | Erstveröffentlichung: März 1997          |
| 1997 | Liar’s Bar Blue Is the Colour                                               | — | — | — | UK43 (2 Wo.)UK | Erstveröffentlichung: Juni 1997          |
| 1998 | Perfect 10 Quench                                                           | DE64 (9 Wo.)DE | — | CH47 (3 Wo.)CH | UK2 Platin · (14 Wo.)UK | Erstveröffentlichung: 28. September 1998 |
| 1998 | Dumb Quench                                                                 | — | — | — | UK16 (10 Wo.)UK | Erstveröffentlichung: Dezember 1998      |
| 1999 | How Long’s a Tear Take to Dry? Quench                                       | — | — | — | UK12 (6 Wo.)UK | Erstveröffentlichung: 8. März 1999       |
| 1999 | The Table Quench                                                            | — | — | — | UK46 (2 Wo.)UK | Erstveröffentlichung: Juli 1999          |
| 2000 | Closer Than Most Painting It Red                                            | — | — | — | UK22 (9 Wo.)UK | Erstveröffentlichung: September 2000     |
| 2000 | The River / Just Checkin’ Painting It Red                                   | — | — | — | UK59 (1 Wo.)UK | Erstveröffentlichung: Dezember 2000      |
| 2001 | The Root of All Evil Solid Bronze – Great Hits                              | — | — | — | UK50 (2 Wo.)UK | Erstveröffentlichung: November 2001      |
| 2003 | Just a Few Things that I Ain’t Gaze                                         | — | — | — | UK30 (2 Wo.)UK | Erstveröffentlichung: Oktober 2003       |
| 2003 | Let Go with the Flow Gaze                                                   | — | — | — | UK47 (2 Wo.)UK | Erstveröffentlichung: Dezember 2003      |
| 2004 | Livin’ Thing Golddiggas, Headnodders & Pholk Songs                          | — | — | — | UK24 (2 Wo.)UK | Erstveröffentlichung: Oktober 2004       |
| 2004 | This Old Skin Golddiggas, Headnodders & Pholk Songs                         | — | — | — | UK43 (2 Wo.)UK | Erstveröffentlichung: Dezember 2004      |
| 2005 | This Will Be Our Year Golddiggas, Headnodders & Pholk Songs                 | — | — | — | UK36 (2 Wo.)UK | Erstveröffentlichung: Februar 2005       |
| 2006 | Manchester Superbi                                                          | — | — | — | UK41 (3 Wo.)UK | Erstveröffentlichung: 8. Mai 2006        |
| 2006 | The Rose of My Cologne Superbi                                              | — | — | — | UK99 (1 Wo.)UK | Erstveröffentlichung: 10. Juli 2006      |

### Videoalben
- 2002: Munch: Our Hits
- 2006: Live in the Forest
- 2008: Carry On up the Charts: The Best Of

## Auszeichnungen für Musikverkäufe
| Platin-Schallplatte - Europa - 1997: für das Album Blue Is the Colour - 1998: für das Album Quench 2× Platin-Schallplatte - Europa - 1996: für das Album Carry On up the Charts – The Best of the Beautiful South |

Anmerkung: Auszeichnungen in Ländern aus den Charttabellen bzw. Chartboxen sind in ebendiesen zu finden.
| Land/RegionAuszeichnungen für Musikverkäufe (Land/Region, Auszeichnungen, Verkäufe, Quellen) | Silber     | Gold     | Platin       | Verkäufe    | Quellen   |
| -------------------------------------------------------------------------------------------- | ---------- | -------- | ------------ | ----------- | --------- |
| Europa (IFPI)                                                                                | —          | —        | 4× Platin4   | (4.000.000) | ifpi.org  |
| Vereinigtes Königreich (BPI)                                                                 | 5× Silber5 | 6× Gold6 | 23× Platin23 | 9.580.000   | bpi.co.uk |
| Insgesamt                                                                                    | 5× Silber5 | 6× Gold6 | 27× Platin27 |             |           |